# Pleurogonium intermedium
Pleurogonium intermedium är en kräftdjursart som beskrevs av Hansen 1916. Pleurogonium intermedium ingår i släktet Pleurogonium och familjen Paramunnidae. Inga underarter finns listade i Catalogue of Life.